# توافقنامه جامع تجاری و اقتصادی
توافقنامه جامع تجاری و اقتصادی یا ستا (انگلیسی: Comprehensive Economic and Trade Agreement)یک پیمان تجارت آزاد بین کانادا و اتحادیه اروپا است که به آن‌ها اجازه می‌دهد با حداقل ممیزی‌های قانونی به بازارهای یکدیگر دسترسی پیدا کنند. این توافق را جاستین ترودو نخست وزیر کانادا و مقام های ارشد اتحادیه اروپا ۳۰ اکتبر ۲۰۱۶ در بروکسل امضا کردند؛ ستا ۹۹ درصد تعرفه‌ها را حذف می‌کند و باعث افزایش ۱۲ میلیارد دلاری مبادلات تجاری شود.